# Партизанский отряд имени Яне Санданского
Партизанский отряд имени Яне Санданского (болг. Партизански отряд „Никола Парапунов“) — подразделение Народно-освободительной повстанческой армии Болгарии, находившееся в ведении 4-й Горно-Джумайской повстанческой оперативной зоны. Отряд действовал в районе города Свети-Врач.

## История
Отряд был образован в июне 1944 года в местности Курилото, около села Склаве, из партизанских боевых групп, действовавших в районе Свети-Врач. Командир отряда — Стойчо Герчев Стойчев, комиссар — Борис Цветков. Проводил акции в сёлах Долени, Сугарево, Рожен, Кырланово, Любовиште и Кашина. 9 сентября 1944 года участвовал в установлении власти Отечественного фронта в местечках Сугарево, Кашина, Рожен, Горна-Сушица, Голешово, Яново, Катунци, Мелник, Свети-Врач и Петрич. Вместе с частями Народно-освободительной армии Греции (ЭЛАС) участвовал в освобождении городов Сере (Сяр) и Сидирокастрона (Валовиште) от прогерманских частей болгарской армии.